# Charidotella sexpunctata
La Charidotella sexpunctata (Fabricius, 1781)) è un coleottero della famiglia dei Crisomelidi.

## Descrizione
L'adulto misura 5–7 mm di lunghezza. Sono di vari colori, dal rosso-marroncino fino ad un dorato lucente per effetto della rifrazione della luce     attraverso la microstruttura delle elitre in chitina . Sotto alle elitre vi è un paio di ali membranose trasparenti atte al volo. Il colore  dell'insetto  cambia durante lo sviluppo come nel periodo dell'accoppiamento. Il meccanismo alla base del cambiamento di colore non è ancora noto ma si sa che a condizionarlo è il livello d'idratazione del corpo.
Se toccati, questi coleotteri passano dal dorato lucente ad un marrone rossastro, forse per proteggersi da quei predatori attratti dai colori brillanti. Fingono di essere morti se molestati, meccanismo difensivo comune a vari coleotteri noto come tanatosi.

## Biologia

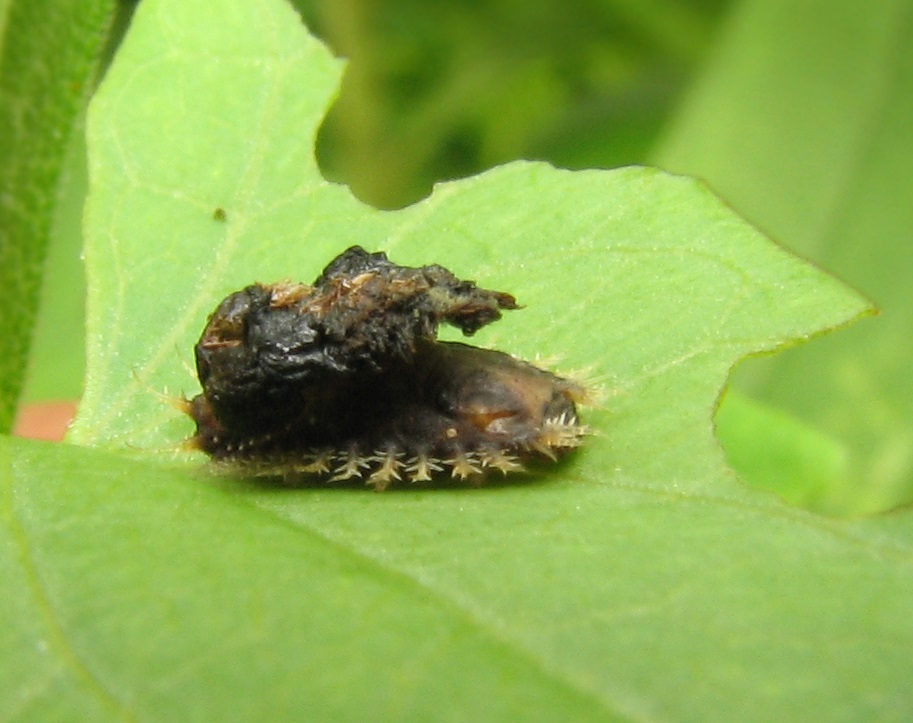
Larva

Le uova vengono disposte dalle femmine a grappoli sulla pagina inferiore delle foglie. L'uovo schiude in 10-15 giorni. Le larve protette da appendici spinose sono giallastre o bruno-rossastre. Anche la pupa (fase osservabile da due o tre settimane dopo la schiusa) è spinosa e di colore marrone. L'adulto sfarfalla dopo una o due settimane.
La larva è in grado di proteggersi dai piccoli predatori (come le formiche) grazie ad una struttura a scudo chiamato "scudo fecale", ma rimane vulnerabile agli emitteri e altri predatori più grandi.
Predatori più noti: Reduviidae, Pentatomidae, Nabidae, Coccinellidae.
La vespa Tetrastichus cassidus e la mosca tachinide Eucelatoriopsis dimmocki sono due parassiti protelici di questo coleottero.

## Distribuzione e habitat
La specie è originaria del continente americano principalmente diffusa in Canada, Stati Uniti e Messico.
Vivono sulle foglie delle piante delle Convolvulaceae, di cui si nutrono abitualmente in tutti gli stadi della loro vita.
Piante ospite più comuni: Convolvulus, bella di giorno, Ipomoea batatas.

## Tassonomia
Sono note due sottospecie: ssp. bicolor e ssp. sexpunctata.